# Agrilus diaguita
Agrilus diaguita es una especie de insecto del género Agrilus, familia Buprestidae, orden Coleoptera.
Fue descrita científicamente por Moore, 1985.